# Ferdinand Petersen
Ferdinand Dionysius Friedrich Karl Petersen (* 22. Dezember 1829; †  nach 1882) war Mitglied des Kurhessischen Kommunallandtages des preußischen Regierungsbezirks Kassel.

## Leben
Ferdinand Petersen hatte ein Studium der Rechtswissenschaften absolviert und war als Regierungsrat in Kassel  bei der Abteilung für direkte Steuern und Domänen tätig. Kraft dieses Amtes erhielt er 1877 ein Mandat für den Kurhessischen Kommunallandtag des preußischen Regierungsbezirks Kassel. Er blieb bis zum Jahre 1882 in diesem Parlament. 